# Not a Gleam of Hope
Not a Gleam of Hope è un album in studio del gruppo musicale Comatose Vigil, pubblicato nel 2005.

## Tracce
1. Suicide Grotesque – 7:06
2. Cataracts – 2:34
3. Mirrors of Despair – 5:02
4. Galleries of Coma – 5:35

## Formazione

### Gruppo
- Tim – basso,
- Overdose A.D. – batteria
- ViG'iLL – chitarra, basso
- A.K. iEzor – batteria, voce
- Zigr – tastiere